# Nombre colectivo

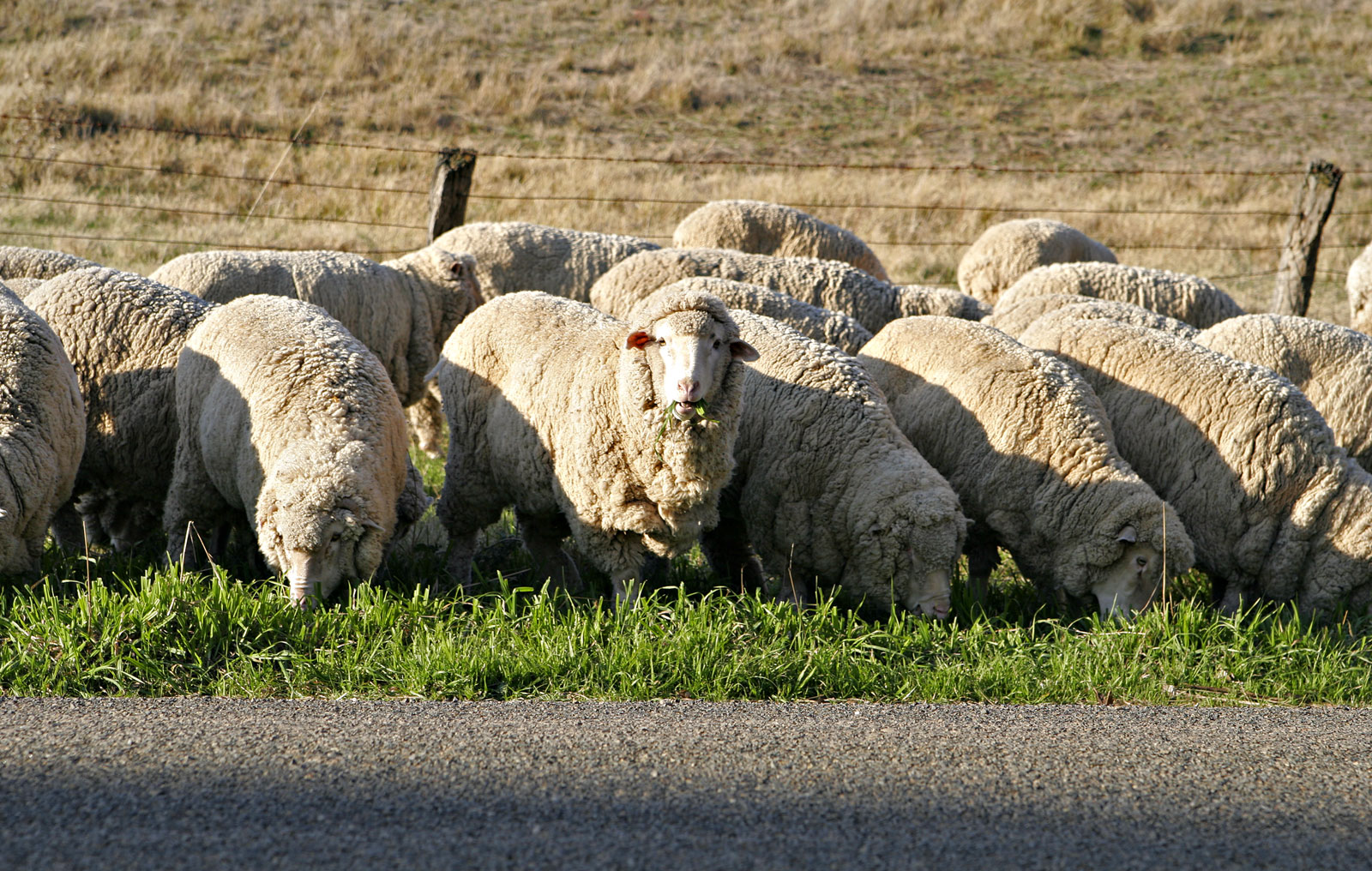
Rebaño: conjunto de ovejas

En gramática, el nombre colectivo o sustantivo colectivo es el sustantivo que en singular expresa una colección o agrupación de objetos, animales o personas semejantes, en contraposición a los nombres individuales (p. ej., alumnado es un nombre colectivo, mientras que alumno es individual). Téngase en cuenta que un sustantivo sigue siendo colectivo aunque se encuentre en plural.

## Ejemplos de sustantivos colectivos
- Alfabeto (conjunto de letras).
- Alameda (conjunto de álamos).
- Alumnado (conjunto de alumnos).
- Arboleda (conjunto de árboles).
- Archipiélago (conjunto de islas).
- Avispero (conjunto de avispas).
- Equipo (conjunto de personas que juegan en grupo).
- Bandada o parvada (conjunto de aves).
- Basca (conjunto de gentes afines).[2]
- Caballada (conjunto de caballos).
- Cardumen (conjunto de peces).
- Castañar (conjunto de castaños).
- Chopera (conjunto de chopos).
- Claustro (conjunto de profesores).[3]
- Constelación (conjunto de estrellas).
- Correaje (conjunto de correas).
- Cubertería (conjunto de cucharas, tenedores, cuchillos y utensilios semejantes para el servicio de mesa).
- Cristalería (conjunto de objetos de la vajilla que consiste en vasos, copas y jarras de cristal).
- Discoteca (conjunto de discos).
- Enjambre (conjunto de abejas).
- Follaje (conjunto de hojas verdes).
- Flota (conjunto de navíos o vehículos de una empresa).
- Fauna (conjunto de animales).
- Flora (conjunto de plantas).
- Gente (conjunto de personas).
- Hato (conjunto de ovinos).
- Hojarasca (conjunto de hojas caídas de los árboles).
- Jauría (conjunto de perros).
- Maizal (conjunto  de maíz).
- Manada (conjunto de animales salvajes).
- Manzanal y manzanar (conjunto de manzanos).
- Muchedumbre (conjunto o multitud de personas o cosas).
- Oficialidad (conjunto de oficiales de un ejército).
- Parvada (conjunto de pollos).
- Piara (conjunto de cerdos y también de jabalíes).[4][5]
- Pinar (conjunto de pinos).
- Pomarada (conjunto de manzanos).[6]
- Profesorado (conjunto de profesores).
- Racimo (conjunto de uvas).
- Ramaje (conjunto de ramas).
- Rebaño (conjunto de ovejas, cabras).
- Reparto (conjunto de actores que interpretan una cierta obra).
- Rosaleda (conjunto de arbustos que producen rosas).
- Saucedal (conjunto de sauces).
- Tropa (conjunto de soldados).
- Vajilla (conjunto de platos, fuentes, vasos, tazas, etc., que se destinan al servicio de la mesa).
- Vocabulario (conjunto de palabras).

## Sufijos en varios idiomas
En castellano no existe un sufijo regular para el nombre colectivo. En latín se utilizan comúnmente los sufijos "alia" e "ilia", como en:
- "mirabilia", "conjunto de cosas admirables", de la que proviene la palabra "maravilla"
- "memorabilia", "conjunto de cosas memorables"
- "mammalia", "conjunto de los que tienen mamas", que se usa para designar a la clase de los mamíferos.

En esperanto, lengua artificial que tiene la característica de ser muy regular, se utiliza siempre el sufijo '"aro", para la forma singular; un ejemplo sería "loĝantaro", colectivo del participio activo del verbo "loĝi", "habitar", construcción que no es como su traducción, "habitantes", plural de un participio activo simple.